# افرای لاتاه
افرای لاتاه (نام علمی: Acer latahense) نام یک گونه از سرده افرا است.